# 城下 (八戸市)
城下（しろした）は、青森県八戸市の地名のひとつ。町名としては城下一丁目から城下四丁目まである。

## 地理
八戸市の中央部よりやや北に位置し、北に沼館、南に売市、内丸、柏崎、西に馬淵川をはさんで石堂、長苗代、東に江陽に面している。最寄の鉄道駅は本八戸駅で、国道45号が地区内を東西に横断している。

## 世帯数と人口
2017年（平成29年）4月30日現在の世帯数と人口は以下の通りである。
| 丁目       | 世帯数    | 人口    |
| ---------- | --------- | ------- |
| 城下一丁目 | 303世帯   | 639人   |
| 城下二丁目 | 438世帯   | 815人   |
| 城下三丁目 | 335世帯   | 659人   |
| 城下四丁目 | 597世帯   | 1,143人 |
| 計         | 1,673世帯 | 3,256人 |

## 産業

### 商業
- デーリー東北新聞社

### 工業
- 合同酒精

## 公的機関
- 八戸警察署
- 八戸郵便局

## 教育機関
- 八戸市立城下小学校